# Chris Terreri
Christopher Arnold "Chris" Terreri, född 15 november 1964, är en amerikansk före detta professionell ishockeymålvakt som tillbringade 14 säsonger i den nordamerikanska ishockeyligan National Hockey League (NHL), där han spelade för ishockeyorganisationerna New Jersey Devils, San Jose Sharks, Chicago Blackhawks och New York Islanders. Han släppte in i genomsnitt 3,07 mål per match och hade en räddningsprocent på .892 samt 9 SO (inte släppt in ett mål under en match) på 406 grundspelsmatcher.
Han draftades i femte rundan i 1983 års draft av New Jersey Devils som 85:e spelare totalt.
Terreri är tvåfaldig Stanley Cup–mästare, där han vann båda två med New Jersey Devils (1994–1995 och 1999–2000).
Direkt efter spelarkarriären så fick han jobb som assisterande tränare för Devils primära samarbetspartner Albany River Rats i AHL, en roll som han hade fram till 2005, när han blev istället målvaktstränare för laget. Under 2006 meddelade Devils och River Rats att man valde att gå skilda vägar och River Rats blev primär samarbetspartner åt Carolina Hurricanes (River Rats är nu Charlotte Checkers). Terreri blev då målvaktstränare för Devils nya samarbetspartner i Lowell Devils. Under 2010 blev han befordrad till att bli målvaktstränare för NHL–organisationen.